# سيكيوكينيوماب
سيكيوكينيوماب، الذي يباع تحت الاسم التجاري كوسنتيكس، هو دواء يستخدم لعلاج الصدفية، والتهاب الفقار المقسط، والتهاب المفاصل الصدفي .  و يعطى عن طريق الحقن تحت الجلد. 
تشمل الآثار الجانبية الشائعة سيلان الأنف و الإسهال و القروح الباردة و الشرى.  قد تشمل الآثار الجانبية الأخرى: الحساسية المفرطة و العدوى.  لا ينصح باستخدامه أثناء الحمل أو الرضاعة الطبيعية.  وهو جسم مضاد أحادي النسيلة يرتبط و يمنع الإنترلوكين (IL)-17A. 
وُوفق على سيكيوكينيوماب للاستخدام الطبي في الولايات المتحدة وأوروبا في عام 2015.   في المملكة المتحدة، يكلف 150 ملجم هيئة الخدمات الصحية الوطنية حوالي 600 جنيه إسترليني اعتبارًا من عام 2021.  و يكلف هذا القدر في الولايات المتحدة حوالي 6200 دولار أمريكي. 